# King the Land
King the Land är en sydkoreansk romantisk komediserie från 2023 som hade premiär på strömningstjänsten Netflix den 17 juni 2023. Första säsongen består av sexton avsnitt. Serien är producerad av Simon Moseley.

## Handling
Serien kretsar kring Goo Won (Lee Jun-ho) och Cheon Sa-rang (Im Yoon-ah). Goo Won är arvtagare till en koncern bestående av lyxhotell vid namn, The King Group men som blir indragen i en arvtvist. Cheon Sa-rang är den alltid glada hotellchefen. Ända till hon träffar Goo Won.

## Rollista (i urval)
- Lee Jun-ho - Goo Won

- Im Yoon-ah - Cheon Sa-rang
- Won-Hee Go -  Oh Pyeong-hwa
- Kim Ga-eun - Kang Da-eul
- Se-ha Ahn - No Sang-sik